# El Peyote Asesino
El Peyote Asesino, o simplemente Peyote Asesino, es una banda de rock uruguaya formada en 1994 en el barrio Villa Española ubicado en Montevideo. Está integrada por Fernando Santullo —acreditado como «L. Mental»— (voz), Carlos Casacuberta (voz y guitarra), Juan Campodónico (guitarra), Ignacio Correa Pacífico (bajo), Bruno Tortorella (teclados), Matías Rada (guitarra) y José «Pepe» Canedo (batería). Su estilo combina heavy metal, funk y rap, algo que era atípico en la escena del rock uruguayo de esa época. 
Debutaron el 28 de agosto de 1994, en el pub El perro azul. Al año siguiente salió al mercado su primer álbum de estudio homónimo, El Peyote Asesino, producido por Gabriel Casacuberta, hermano de Carlos. Dicho disco obtuvo buena repercusión en el movimiento underground montevideano, donde llegó a vender mil copias, siendo el álbum de rock uruguayo más vendido durante los primeros meses de 1996. 
En septiembre de 1997 comenzaron a grabar su segundo LP en los estudios Can Am de Los Ángeles, Terraja. Salió a la venta el 31 de agosto de 1998 bajo la discográfica Universal Music Group. Aparte de mantener el estilo rap metal de su antecesor, este experimenta con múltiples géneros como la música electrónica, soul, milonga, candombe y tango. La canción más popular del disco es «Mal de la cabeza». Un año después del lanzamiento de Terraja, la banda se separó temporalmente. 
En 2009 se volvieron a juntar para una presentación en el festival Pilsen Rock, el 21 y 22 de marzo de ese mismo año en el Teatro de Verano de Montevideo; pero no se llevó a cabo ningún trabajo de estudio. 
Después de veintitrés años de inactividad, el 5 de noviembre de 2021 salió a la venta Serial. Un año antes se publicó un nuevo sencillo llamado «Vos no me llamaste», y en el mismo año en que se lanzaría Serial publicaron dos nuevas canciones: «La tumba de los crá» y «Es lo que hay». El disco fue producido por Campodónico, guitarrista de la banda.

## Historia

### 1994-1997: inicios yEl Peyote Asesino

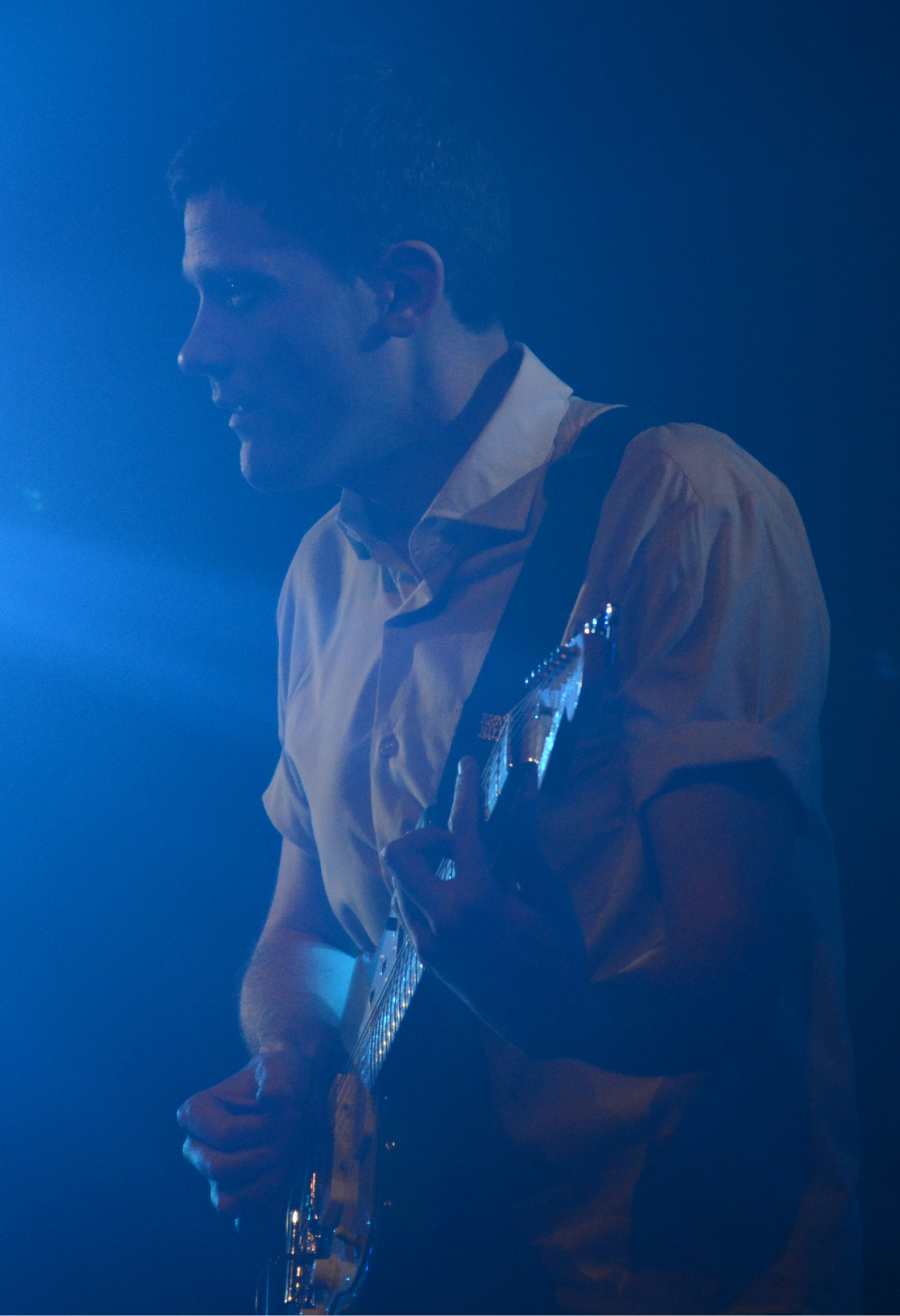
Juan Campodónico, uno de los fundadores de El Peyote Asesino. En la imagen en 2012

El Peyote Asesino se formó a finales de 1994 por Fernando Santullo y Juan Campodónico en el barrio Villa Española, ubicado en Montevideo (Uruguay). La formación original de la banda era Santullo —acreditado como «L. Mental»— en voz, Daniel Benia en bajo, Juan Campodónico en guitarra y Roberto Rodino en batería. Debutaron el 28 de agosto de ese mismo año en el pub El perro azul. Ya para su segunda presentación, en otro pub llamado Big Bang, la banda estaba completa: se sumaron José «Pepe» Canedo —exLa Tabaré— en batería, reemplazando a Rodino, y Carlos Casacuberta en voz y guitarra. A esa presencia le seguirían otras como el Encuentro de Arte Joven La Movida y varias en el movimiento underground montevideano. En noviembre de 1994 presentan un demo en el concurso «Generación 95» auspiciado por «Rock de primera» —suplemento del diario Últimas Noticias—, Control remoto —programa de rock de Canal 10— y X FM 100.3, siendo declarados ganadores por el jurado y cuyo premio eran horas de estudio para poder grabar un disco. Esto les abrió la posibilidad de realizar su primer álbum, que sería grabado entre los meses de julio a octubre de 1995 en el Estudio del Cordón. Su álbum lo produjo Gabriel Casacuberta, hermano de Carlos, y el ingeniero de sonido era Luis Restuccia. Santullo comentó: «A veces yo decía “quiero que mi voz suene un poquito más podrida”, y de repente a Luis le decía “podrida” y se imaginaba algo que tenía olor feo, pero Gabriel, como había escuchado a los Beastie Boys, actuaba de nexo».
En octubre de 1995 lanzaron su primer álbum de estudio bajo el sello Orfeo, El Peyote Asesino. Esto lo convertiría en el disco de rock más vendido de Uruguay durante los primeros meses de 1996. Mientras tanto, el grupo multiplicaba sus actividades en vivo, tocando con diversas bandas locales. En enero de 1996 fueron votados por los lectores de Rock de primera, con un significativo margen, «Grupo revelación de rock nacional en 1995». La banda realizó su primer video, eligiendo como primer corte el tema «L. Mental», siendo difundido en distintos canales de TV abierta y cable. En junio, el tema «El Peyote Asesino» ingresó en la lista de los diez mejores en X FM llegando al puesto número 1 el 18 de junio, donde se mantuvo durante dos semanas. En agosto se presentan en Buenos Aires (Argentina), en el Centro Cultural Rojas, junto con la banda de rap metal mexicana Molotov y Tintoreros. Quien organizó este ciclo es también uruguayo, radicado en Buenos Aires, Fabián Jara. Jara se encargó de organizarlo en la sala Ricardo Rojas, perteneciente al circuito universitario argentino y que ha llevado anteriormente a Buitres Después de La Una. «Es la primera vez que nos pasa, ya que en Montevideo los espectadores presencian nuestros shows de pie y muchos de ellos haciendo pogo y bailando» afirmó Casacuberta.

### 1998-2008: reconocimiento,Terrajay disolución

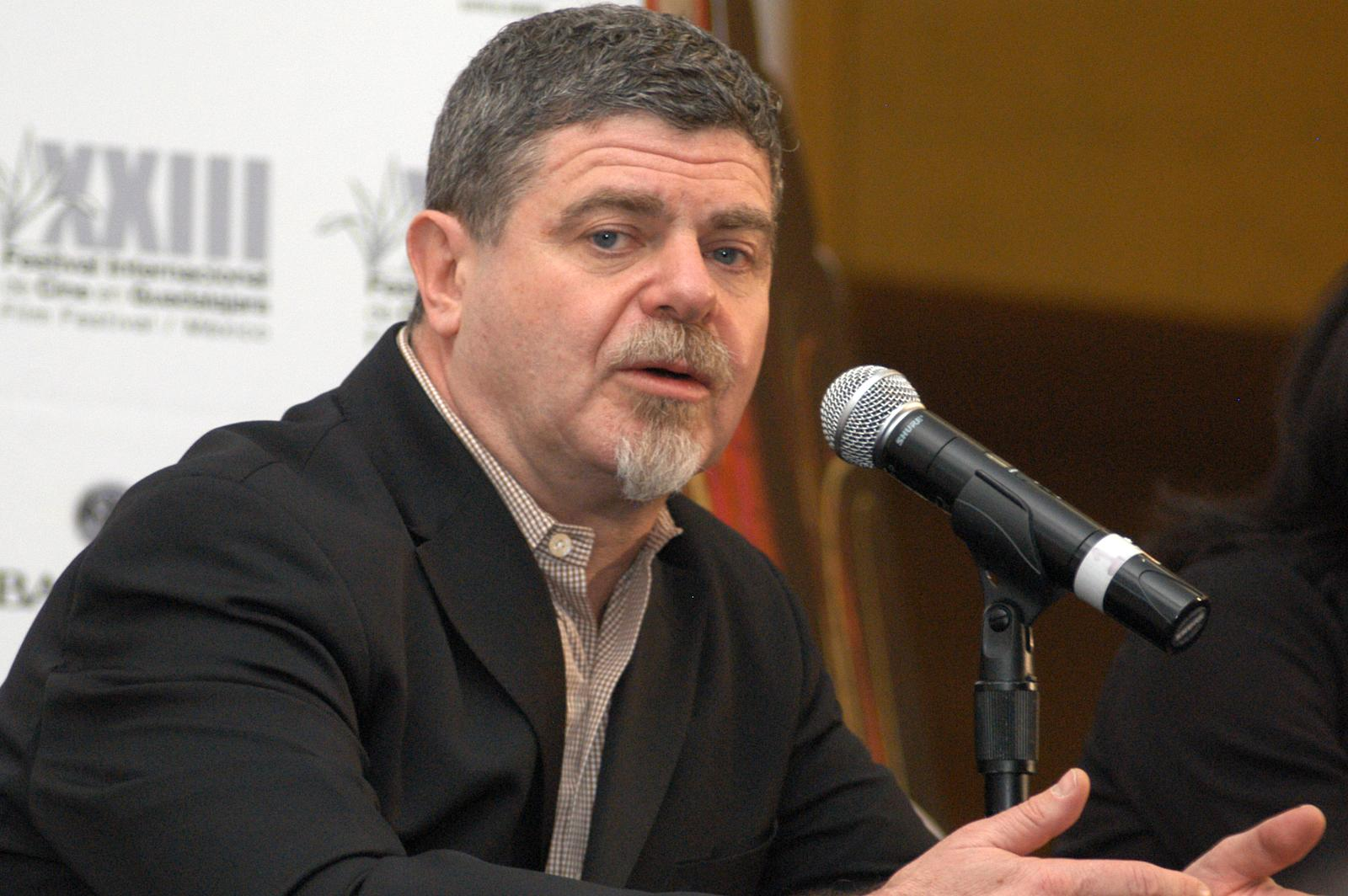
Gustavo Santaolalla (fotografiado en 2008) produjo el segundo álbum de estudio de la banda, Terraja (1998)

A comienzos de 1997 firmaron un contrato discográfico con Surco-Universal. A partir de allí empezaron a grabar demos y ensayar para preparar su segundo disco. Tras meses de preproducción en su estudio en Villa Española, en septiembre de 1997 partieron hacia Los Ángeles (California) tras hacer un show de despedida en Zorba. Santullo dijo: «Cuando grabamos el otro disco teníamos que ver cuándo mierda estaba libre el estudio y ahí nos metíamos. Era una cosa súper irregular. Acá estuvimos seis, siete días grabando las bases. Todas esas cosas benefician al producto. Vos escuchás el disco de los Deftones y los Deftones no pidieron cuarenta horas prestadas en un estudio». El disco fue producido por Gustavo Santaolalla junto a Aníbal Kerpel y el ingeniero de grabación fue Tony Peluso. El nuevo LP bajo el título Terraja salió a la venta el 31 de agosto de 1998, además de editarse en Uruguay llegó a venderse en Argentina, México, Estados Unidos y Puerto Rico. La música del disco cubre un amplio espectro de géneros e influencias, pasando por el hip hop, hardcore, funk, la música electrónica, el heavy metal y soul, alcanzando inclusive algunos géneros sudamericanos como el tango, candombe y la milonga. Después su lanzamiento los miembros de la banda comentaron sus opiniones acerca del mismo, Casacuberta recordó: «es un disco muy nuestro, muy personal. Más que el otro. Eso tiene una fuerza muy grande y se nota. Salió un disco variado. Eso no es bueno ni malo en sí. Hay discos que son variados y están buenos, pero también hay discos uniformes que están bárbaros. Me da la sensación de que en este disco vamos a más lugares»; mientras que Santullo dijo: «este disco suena mucho más orgánico. Incluimos máquinas y samplers, pero a la vez todo es hipertocado. Vos escuchás los temas y el bajo hace pum y la guitarra hace chung. Son tipos tocando». Las influencias del hip hop es más notable en diversas pistas, Casacuberta dijo: «“Guacho” es un gangsta de barrio montevideano. Es imposible traducir el gangsta porque acá no te van a cagar a balazos. Puede existir en una zona marginal como El Borro, pero no es lo que pasa en tu barrio, como puede ser en Los Ángeles». Contó también las experiencias de la banda en grabar en Los Ángeles: «Grabamos allá, y la verdad es que fue una cosa totalmente increíble, ya que la cosa en Estados Unidos es totalmente distinta a grabar acá o en Argentina, técnicamente y por nosotros mismos ¿no? Además la producción de Santaolalla le dio todo un profesionalismo que no tuvo el primero y que obviamente se nota mucho en el producto final». Presentaron su segundo disco en La Factoría y tocaron casi todos los fines de semana en el pub Laskina. A su vez, después de la grabación, comenzaron a realizar una corta gira por México, en donde abrieron una presentación de Delinquent Habits. Santullo dijo: «Esa gente es de una tradición rapera muy ortodoxa. A nosotros no nos conocía nadie, les pelamos una guitarra y eso para ellos es mojarles la oreja. Además tenés que aclarar que no sos argentino. Porque ahí pasa algo muy raro con los argentinos. Por un lado adoran a Soda Stereo y a los futbolistas que van a jugar allá. Pero también hay una cosa de competencia, entonces te ven medio rubio y te dicen “pinche argentino, racista”. A partir de ahí empezamos a aclarar: somos Peyote Asesino, una banda uruguaya». En octubre de 1998 tocaron en Argentina con Cypress Hill, Molotov, Bersuit Vergarabat y Árbol, recibiendo críticas muy positivas. En ese mismo mes, van nuevamente en el Teatro de Verano de Montevideo junto con Molotov y Plátano Macho. Para la revista Rock&Pop el revisor Juan Pablo González afirmó que «las canciones del disco están bien articuladas, poseen planos sonoros claramente diferenciados, contrastes nítidos y transitan con fluidez entre distintos climas expresivos. Sus textos son sólidos digan algo o no, lo importante es que resuenan, cautivan e involucran al auditor, transmitiendo una actitud. Están cantados y rapeados por voces seguras, firmemente asentadas en el cuerpo».
Después del éxito masivo que recibió el disco, en mayo de 1999 la banda se disolvió «cuando parecían alcanzar la cima». Se especularon rumores sobre cual fue la causa de la separación, hasta que en octubre de 1999, a través de correo electrónico, Santullo reveló que después de varias discusiones que los miembros tuvieron con él sobre sus actitudes para que posteriormente lo retiraran del grupo, fue lo que separó a Peyote Asesino. Según palabras de Santullo en ese mensaje:

Las principales diferencias entre la banda y yo tenían un solo origen: transar en todo o seguir siendo independientes en todo lo que se pudiera serlo. Mis «compañeros» de Peyote actuaron siempre como si estuvieran seguros de que el camino al éxito, las minas y la guita —que son sus tres objetivos principales, en ese mismo orden— se construye sin molestar a nadie en la compañía discográfica, sin que los mánagers se enojen y sin tener diferencias con los productores.
Fernando Santullo

Por esos años, la movida del rap y el hip hop había crecido, aunque se mantenía un poco sumergida en el underground, y bandas como Fun You Stupid, Plátano Macho, V.D.S, Critical Zone o Troy McClure formaban parte de ese movimiento. Luego de la separación de la banda, Santullo fundó Kato, un nuevo proyecto con el cual debutaría en 2000, llegó a integrarse en el colectivo Bajofondo, además de hacer otras colaboraciones como solista bajo el nombre de Santullo; por otro lado, el baterista José Canedo se integró en la banda de rock uruguaya La Vela Puerca, después de la disolución de Peyote.

### 2009-presente: reunión ySerial
Luego de diez años sin estar en el escenario la banda se juntó en 2009 para participar del festival Pilsen Rock. Campodónico dijo que es una vuelta «bastante natural. Realmente, durante los diez años que estuvimos sin tocar, no hubo ningún motivo que nos hiciera volver a reunirnos». Antes de ese show realizaron una presentación para conocidos y prensa en el Restaurant-Teatro Lindolfo el 20 de marzo. Casacuberta dijo que en aquellos primeros tiempos la banda no gustaba «a todo el mundo por igual ni a todas las generaciones por igual» e incluso reconoció que agradaba a gente más joven. Dos días después, el 22 de marzo, diez años desde su separación, la agrupación se presentó en el Pilsen Rock. Las presentaciones de la banda continuaron el 21 y 22 de marzo de ese mismo 2009 en el Teatro de Verano de Montevideo. Asistieron más de cincuenta mil personas al recital. Santullo comentó: «Había un crecimiento que era ajeno a nosotros, porque no hicimos nada por la banda, esos diez años la banda quedó parada, los discos se descatalogaron, pero de alguna forma la música fue pasando de mano en mano». En cuanto a un posible nuevo álbum, dijo: «Tampoco nos planteamos meternos en el baile de componer y grabar un disco, que es un proceso bastante largo, especialmente para el Peyote, que es una banda que debate mucho la música que hace».
En 2016 se juntaron nuevamente para dos conciertos en el Teatro de Verano, los días 12 y 13 de mayo. Casacuberta no pudo asistir debido a problemas de salud, por lo que fue sustituido por Matías Rada en guitarra. Para esas fechas los acompañó en teclados Bruno Tortorella.  El 18 de octubre de 2017 lanzaron una primera versión del tema «Bailando samba» como previa para los shows en La Trastienda de Montevideo los días 20 y 27 de octubre de 2017. La canción fue grabada y mezclada por Juan Campodónico en Montevideo en octubre de 2017, con Nicolás Demczylo como ayudante de mezcla, y es la primera canción que el grupo hace pública desde Terraja (1998). La banda se ha presentado en distintos festivales como el Cosquin Rock (2019) y en dos ediciones de Montevideo Rock (2017-2020). En 2019 comenzaron a componer las canciones de lo que sería su tercer disco en dos décadas. Así, editaron el sencillo «Vos no me llamaste» a finales de 2020, y en 2021 editarían «La tumba de los crá» y «Es lo que hay». Finalmente, el 5 de noviembre de 2021, la banda sacó Serial, su nuevo disco. El trabajo fue producido por Juan Campodónico, grabado y mezclado por Julio Berta y masterizado por Ted Jensen; lo editó el sello Bizarro. El proceso de grabación del LP se vio obstaculizada y se pausó debido a la pandemia de COVID-19. En una entrevista vía Zoom Santullo reveló:

La pandemia nos agarró en un momento en el que ya estábamos casi terminando, quedaron algunas cosas como grabación de voces, entonces pudimos saltearnos el tema de la virtualidad en ese sentido, y lo que quedó lo fuimos haciendo presencialmente, con mucho cuidado y siguiendo todos los protocolos. Nos forzó a cambiar los tiempos de salida del disco, porque si bien los dispositivos nos permiten trabajar a distancia, el disco se tiene que presentar en vivo sí o sí. Pero nos permitió ir sacando cortes a lo largo del año que nos permitió ir promocionando nuestro disco, con unos videos incluidos.
Fernando Santullo

Gustavo Santaolalla, productor de su disco anterior, comentó: «Esta obra resume muy bien la maduración artística del grupo. Se nota en todo, en la música, en las letras. Creo que es el mejor de los tres discos que ha sacado Peyote». Serial se posicionó en la primera casilla en la lista de discos uruguayos. En 2021 se fabricó una reedición en vinilo del álbum debut homónimo de la banda. En los premios Graffiti 2022 la banda ganó el premio a mejor álbum de hip hop para Serial y banda del año. El 22 de septiembre de 2023 se volverían a reunir para una presentación en vivo en la Sala de Museo. Comentaron: «Nos sirvió para confirmar que la música de Peyote está viva no solo en los temas viejos, también en los nuevos. En lo externo, porque fue una emoción compartida cantar esas nuevas canciones junto a tanta gente. Unas canciones que nos permitieron esquivar la trampa de la nostalgia». El viernes 3 de noviembre realizaron su segunda presentación en el Live Era, donde anunciaron que el bajista Daniel Benia se había retirado de la banda; en cambio, su lugar lo tomó Ignacio Correa Pacífico.
La canción «Vos no me llamaste» se usó como jingle para promocionar un partido de fútbol de la selección uruguaya contra la argentina, en donde Uruguay resultó ganador. La banda tuvo programado un concierto el 21 de abril en el Cosquín Rock Uruguay 2024. El 23 de febrero hicieron una presentación en vivo en Punta Ballena (Maldonado) en el salón Medio y Medio. El 7 de junio se presentaron nuevamente en La Trastienda junto con los artistas Flor Sakeo, Don Felipe Asskicker de AFC, Pablo Silvera de Mota y Sebastián Teysera de La Vela Puerca; sin embargo, no pudo asistir Matías Rada. Anunciaron una nueva presentación para el día 29 de agosto, en conmemoración al 30 aniversario de su primera presentación en vivo en 1994 en El perro azul; a su vez publicaron vía redes sociales una demo de las primeras versiones de «Mal de la cabeza» y «Todos muertos».

## Estilo musical y letras
Cuando lanzaron su álbum homónimo en 1995, éste combinaba rock, con funk, hardcore y hip hop. A su vez generó impacto en el movimiento underground montevideano, fueron precursores con la movida hip hop de su país natal. Para las letras del álbum, sirvió como inspiración crear un seudónimo para el vocalista Fernando Santullo, «L. Mental», que también es el título de una canción del disco; el comentó al respecto: «Lo de “L. Mental”, que por cierto he abandonado, viene de burlarse de los nombres raperos que se dan para adelante: Master P, Grandmaster Flash, etcétera. Quise un nombre que tuviera algo medio auto denigrante, por eso “L. Mental”». Ya con la salida de su disco más exitoso, Terraja (1998), experimentaron con más géneros como la electrónica, soul, acid jazz, trip hop, milonga y candombe. Andrés Torrón al hacer su revisión del álbum en su libro 111 discos uruguayos, comparó una de las canciones más famosas del disco —«Criminal»— con el trabajo de Faith No More. A raíz de este aspecto, los del sitio web Rock Para La Difusión Total apodaron la banda como «La máquina de picar carne», ya que «tiene la forma de la banda, pero integra elementos de todos lados. Esta mezcla también tiene que ver con juntar distintas personas, con gustos e historias diferentes todos en un grupo». El sitio web musical AllMusic cataloga la banda como de hardcore hip hop. El nombre del grupo remite al cactus alucinógeno que utilizan los indígenas huicholes mexicanos en sus rituales; sin embargo, también refiere a la tira cómica de culto mexicana El Santos, que toma sarcásticamente elementos de la subcultura hippie de los años ‘70, y uno de los personajes de esa tira es El Peyote Asesino.  Al pedirles que definan su estilo dijeron que hacían «rap blanco», siendo Beastie Boys y Cypress Hill sus influencias. Fernando Santullo comentó que «nosotros no somos un grupo de hip hop, de la misma manera que tampoco somos un grupo de metal ni de hardcore. Somos un grupo que mezcla todo eso y que sería muy mal visto por cualquier fanático ortodoxo de uno de esos géneros». Casacuberta, en una entrevista con Rock de primera el 4 de enero de 1995, reveló que no le gustaban las bandas locales: «A mí las bandas locales no me colgaban. Iba a Montevideo Rock y podía escuchar a Los Estómagos... y cuando veía Sumo me daba cuenta que eso era de verdad y lo otro no me llegaba». Sobre el uso de samples en algunas de sus canciones, Santullo dijo:

Eso lo he escuchado muchas veces y no me parece del todo exacto. Es como un collage que lo podés ver de dos formas: o este tipo no sabe hacer nada, agarró pedacitos y las pegó y, por lo tanto, no hay nada original; o podés ver en el resultado final toda una intención que no tuvo ninguno de los artistas originales de los que se sacaron los pedacitos.
Fernando Santullo

Muchas de las letras de Peyote están escritas sin intención de decir algo en específico, sino más bien transmitir actitud: «Queremos evitar decir cómo son las cosas, dar un mensaje de algún tipo. Las palabras están allí muchas veces porque suenan bien en ese punto, porque rítmicamente son atractivas. Usamos palabras que están en el lenguaje de todos los días»; sin embargo, algunas hacen referencia a la cultura estadounidense, muy notables en Terraja. Cuando le preguntaron a Campodónico como eran las letras del nuevo disco dijo: «Bueno, más o menos en la onda del Peyote Asesino, siguiendo quizás la línea de lo que son las letras del hip hop normales». Por otro lado Casacuberta comentó: «A veces hay resentimiento, frustración o mala leche, o mal humor o ser mal perdedor, o sea, todo esto forma parte de tu mundo y del mundo que te rodea, son cosas que están ahí, me parece que es así. Creo que no es intencional, pero te sale por ese lado». En el libro Rockin' las Américas: The Global Politics of Rock in Latin/o America los revisores indicaron que «esta referencia recurrente a los latinos en los EE. UU. la hace Peyote Asesino a través de desplazamientos lingüísticos que ubican y dislocan ambiguamente al sujeto y su objeto en las fallas entre el locus de enunciación y epistemológico», tomando como referencia las letras de la canción «Perkins» de Terraja. Otros temas van por lo político como «UR Gay», del mismo disco y «Tanta parla», de su antecesor: «La amalgama ambivalente de antipolítica sombría y repolitización frívola, de mediación de masas antiglobal y relatinoamericanización posnacionalista, alcanza su clímax en "UR Gay" de El Peyote Asesino, un intrincado comentario sobre las identidades nacionales y de género, neo-jerárquicas imperiales y desprecios globales inspirados en un episodio de Los Simpson».

## Legado
El Peyote Asesino fue precursor en la movida hip hop uruguaya: en el momento del lanzamiento de su álbum de estudio debut homónimo de 1995, generó gran impacto en el movimiento underground montevideano, donde logró vender mil copias en todo Uruguay, siendo de esta forma el disco más vendido durante los primeros meses de 1996. Los editores del libro Rock que me hiciste mal: el rock uruguayo desde los 60 a nuestros días consideraron a Peyote «un funk metal muy potente que se permitía rapeos a toda velocidad de “L. Mental”, quien utilizaba una vigorosa poesía callejera y latiguillos que rompieron algún que otro mito sobre los prejuicios de rapear en nuestro idioma». Tabaré Couto en su libro La era del casete: Escritos del rock uruguayo declaró: «En definitiva, El Peyote Asesino surge como si fuera una coctelera. No es un grupo de adolescentes ni es un grupo veterano. Es sí, un grupo con algunos uruguayos que trasplantados desde fuera a su país de origen terminan devolviéndole a su entorno natural una apuesta cultural diferente, amplia y nada provinciana». Marcelo da Costa Pouto en su libro Creer, crear, construir dijo que su estilo era «bastante atípico» en la escena del rock uruguayo; también manifestó que los miembros eran «diferentes entre sí», y que basados en eso, «Peyote Asesino supo sacar provecho para dejar su huella en la escena del rock nacional, y lo quiere seguir haciendo». Continuó diciendo que supieron «identificar roles, formas de trabajo y dinámicas internas», dándoles lugar a la creatividad, reflexión, técnica y corporatividad.
Sus tres discos recibieron críticas positivas, tanto por la prensa uruguaya como por los revisores musicales: el álbum homónimo fue descrito como de «éxito inmediato» y que les dio «proyección internacional» por Carlos Dopico, y Ariel Scarpa de Sólo Rock Uruguay comentó que «resultaba casi imposible permanecer imperturbable» por las canciones «Todos muertos», «H.K.» o «La concha»; ya para la salida de su segundo álbum de estudio, Terraja (1998), el grupo pudo obtener proyección internacional, logrando difusión en diversos países, a la vez se postula entre los mejores álbumes de la historia del rock uruguayo por varias publicaciones y es considerado uno de los disco mas revolucionarios de la historia del rock uruguayo; y Serial fue descrito como «un buen retorno» para ser de una banda que llevaba inactiva desde veinte años, Dopico para Dossier dijo que el LP «juega tanto con la continuidad compositiva como con la reiteración criminal».
En abril de 2024, durante una entrevista, Casacuberta reveló que «hay gente de todas las edades experimentando la banda», indicando que a personas jóvenes se interesan en Peyote. También dijo que «hay gente de distintos tramos de edades que se cuelgan con cosas diferentes de la banda. El Peyote siempre representó un abanico de música, nunca la podés encajonar en un sitio solo, o en una manera de tocar, o en un tipo de canción, sino que siempre tuvo distintos costados, y me parece que eso se está se está reflejando también en que tenemos un público más diverso por muchos caminos».

## Miembros
| - Fernando Santullo «L. Mental» – voz (1994-1999) (2009) (2016-presente) - Carlos Casacuberta – voz y guitarra (1994-1999) (2009) (2016-presente) - Juan Campodónico – guitarra (1994-1999) (2009) (2016-presente) - José «Pepe» Canedo – batería (1994-1999) (2009) (2016-presente) - Matías Rada – guitarra, coros (2016-presente) - Bruno Tortorella – teclados, coros (2016-presente) - Ignacio «Nacho» Correa Pacífico – bajo (2023-presente) | Miembros antiguos - Roberto Rodino – batería (1994) - Daniel Benia – bajo (1994-2023) Miembros de gira - Luciano Supervielle – teclado y tornamesa (2009) |

## Discografía
- 1995: El Peyote Asesino
- 1998: Terraja
- 2021: Serial